# Manoel de Castro Villas Bôas
Manoel de Castro Villas Bôas (São Paulo, 18 de abril de 1907 — , 13 de dezembro de 1979) foi um empreendedor, escritor e jornalista brasileiro, que contribuiu com artigos sobre economia e política publicados em vários jornais importantes de São Paulo e do Rio de Janeiro.[carece de fontes?]
Pioneiro na imprensa brasileira, o jornalista desenvolveu o conceito de suplementos e edições especiais nos vários jornais e revistas em que atuou como redator e chefe de publicidade.[carece de fontes?]

## Início da vida
Manoel de Castro Villas Bôas nasce em São Paulo, filho de Hyphatia de Azevedo Barbosa e Horácio de Castro Villas Bôas. Seu pai, Horácio, foi um dos primeiros telegrafistas do país,[carece de fontes?]  nascido em  Angra dos Reis, no Estado do Rio de Janeiro, filho de Maria Joana de Castro e do português Manoel de Villas Bôas. Horácio foi transferido para São Paulo com o objetivo de chefiar o setor de telegrafia da cidade e capacitar trabalhadores nas técnicas da telegrafia. 
Hypatia faleceu devido às complicações no parto de Manoel em 1907 e Horácio vem a óbito um ano depois, deixando Manoel e suas duas irmãs, Conceição e Fausta, aos cuidados da família materna. As três crianças cresceram sob tutela dos avós, Manoel de Azevedo Barbosa e Maria Teixeira das Neves e de sua tia Carolina.
Manoel estudou no Instituto Mackenzie e na Escola de Comércio Álvares Penteado (hoje FAAP) e iniciou sua vida de trabalho aos 15/16 anos, na indústria do tio, Teixeira das Neves.

## Construção de carreira
Largou emprego na indústria de seu tio aos 17 anos, começando uma nova vida como comerciante de daguerreótipos por todo Brasil e Uruguai. Isto lhe deu uma excelente oportunidade de conhecer o interior brasileiro, além de todo o Uruguai, bem como suas realidades e mitos. Aos 19 anos, encontra Menotti Del Picchia e Pedro Ferraz do Amaral, seus amigos ao longo da vida, e membros ativos da seminal Semana de Arte Moderna, possibilitando que Manoel participasse em algumas de suas manifestações posteriores.
Em 1931, ainda em São Paulo, inicia, mercê de seu sucesso como comerciante, mais uma etapa de sua vida de empreendedor, investindo numa BUGATTI, o melhor e mais famoso carro de corrida daquela época, fazendo uma sociedade com um seu amigo, o piloto, para participarem de corridas pelo Brasil. Infelizmente, durante um simples treino, o carro se chocou, esfacelando-se, tendo-lhe deixado como herança um nariz quebrado e uma profunda aversão por qualquer tipo de carro.
Aos 25 anos, em 1932, vai para Belém, município do Pará, na Amazônia brasileira, onde se estabelece como empreendedor de exposições e feiras, fundador e diretor da "Corporação Latino Americana de Artes"  , financiadora e promotora de exposições industriais e de arte em geral. Entretanto, em 1934, o tifo, bastante endêmico à época na região amazônica, forçou-o a retornar a São Paulo em busca de tratamento adequado.

## Envolvimento político
Retornando a São Paulo, é convidado por Pedro Ferraz do Amaral, então editor-chefe do prestigioso Correio de São Paulo para assumir a posição de editor especial, realizando uma serie de reportagens por todo o interior do Estado de São Paulo, surgindo como uma nova face econômica no Brasil. Aceitando e investindo naquela qualidade viajou por 33 vilarejos, vilas e cidades do interior paulistano, visitando e entrevistando políticos, sociedade em geral, e conhecendo bem de perto as novas realidades e fatos num período em que a vida politica do país emergia da letargia imperante na República Velha (1889–1930).
Nesse trabalho realizado, tal foi o sucesso dos seus artigos publicados no Correio de São Paulo, que Armando Salles de Oliveira o convida a entrar para o Partido Constitucionalista, o novo partido da reforma, liderado pelo próprio Salles de Oliveira, de quem o campus da Universidade de São Paulo recebe o nome, propondo uma nova Constituição do Brasil, que fosse fundada em sólidos preceitos e princípios democráticos, opostos àqueles que haviam conspurcado os da Revolução de 30. As aventuras politicas de Villas Bôas, entretanto, não o levaram muito longe, pois em 1935 um novo coup d´etat - o Estado Novo conduzia Getúlio Vargas, como ditador, ao poder, assim desfazendo as aspirações e ideais do Partido Constitucionalista.

## Jornalista
Não obstante, sua carreira como jornalista havia sido lançada e Villas Bôas não mais dela se apartou.
Aos 28 anos ,1935, casa-se com Jenny Ida Maria Cerrini, 22 (1913-01-27, Piza, Italia, 1994,São Paulo, Brazil), iniciando sua própria família na Cidade de São Paulo. Do casamento nascem, Maria Helena, 1936, Maria Lucia, 1938, e Roberto, 1943.
Em Dezembro de 1936, publica o livro Pedaços de São Paulo , livro resultante de suas memórias sobre as viagens ao interior do Estado de 1935 a 1936, então ainda virgem em muitas áreas e selvagem.[carece de fontes?]
Contribuiu, sendo redator, desde 1935 até sua morte em 1979, aos Correio de São Paulo-1935 a 1937-,  Jornal da Manhã - 1939 - 1941 - A Noite -1943 a 1944 - Correio Paulistano- 1945 a 1948 -,"Estado de São Paulo" - 1941 a 1943 -,  Folha da Tarde, Folha de S.Paulo, Gazeta Mercantil - 1968 a 1972 -, em São Paulo, Correio da Manhã,  O Radical- 1949 a 1952 - e o Semanário, no Rio de Janeiro, bem como em revistas especializadas, Brasil Gráfico -1955 a 1958 -;Revista de Organização e Produtividade - 1960 a 1967 - ; Revista Indústria e Desenvolvimento - 1972 a 1979.
Em 1949 viajou a Buenos Aires, Argentina, para entrevistar Juan Domingo Perón, então poderoso politico e Presidente da República, tendo produzido uma série de além de interessantes, profundos, artigos sobre a vida argentina, sua economia, sua política, seus mitos e suas realidades, numa época em que o movimento Peronista estava ganhando seu ápice naquele rico país. Em 1957 viajou para Caracas, Venezuela, como redator especial dos Diários Associados (http://www.diariosassociados.com.br), entrevistando políticos e a sociedade civil, relatando e expondo as realidades venezuelanas aos olhos brasileiros. Viajou igualmente para La Paz, Bolívia, para desvendar seus mistérios políticos aos brasileiros, mas não teve muito sucesso devido aos frequentes golpes de estado que ocorriam na Bolívia naquela época e, justamente, ocorreram alguns durante sua tumultuada passagem por aquele país.

## Desbravador
Em 1952, recebeu um convite de um seu amigo de longa data, Cel.Thyrso Silva Gomes, para empreender uma atividade que lhe era totalmente nova e desafiadora, e, por isso mesmo, a aceita, ou seja, aquela de desenvolver e gerenciar uma plantação de café, às margens do Rio Paraná, na localidade de Querência do Norte, na época pertencente a Paranavaí no Estado do Paraná, sul do Brasil, em Porto Brasílio. É obvio que mais desafiadora ainda foi sua missão de convencer a sua esposa Jenny, que permaneceu em S.Paulo, pois o ano escolar vinha ao meio, tomando conta sozinha das três crianças, a também ir com ele.
Desnecessário mencionar que durante os dois anos em que passou em Paranavaí, visitando a cada seis meses, em média, sua família em S.Paulo, várias foram as ocasiões em que riscos pessoais de vida foram por Villas Bôas corridos. A região era ainda um tanto selvática e cenas do tipo "faroeste americano" ocorriam com frequência. Certa ocasião, lá pelo fim do primeiro ano, Villas Bôas convence sua esposa Jenny a mudar-se com a família para a fazenda. Ela aceita com a premissa de que, primeiro, tem de ir só os dois, antes de levar a família, para avaliar o local. Entretanto, ao chegarem à entrada da fazenda, veio-lhes a notícia de que um bando de descontentes os esperava na sede. Com sua habilidade e sagacidade costumeiras, consegue Villas Bôas contornar e resolver a situação, sem sofrer dano algum. Exceto que Jenny jamais, outra vez, quis saber de ali pisar e, muito menos, levar as crianças para lá.[carece de fontes?]
Em 1955,ao final de sua carreira de sucesso e experiência como fazendeiro, retorna a São Paulo, e recomeça sua carreira interrompida de jornalista e publicitário. Entusiasmado e engajado na questão da qualidade do café produzido e consumido no Brasil, inicia uma formidável campanha pela imprensa sobre como melhorar a produção e o consumo da rubiácea, através da Revista de Organização e Produtividade e media em geral, como Consumo de Café e Cursos IBC, 1960, O Estado de S. Paulo;Correio Paulistano;Os Cursos de Classificação do Café Estão Fadados a Provocar Verdadeira Revolução no Consumo Doméstico e Mundial; Consumo do Café no Mercado Interno; Segue o Café a Vocação Suicida dos Ciclos Econômicos Brasileiros ?; Meio Século de Combate à Erosão e à Rotina,, que em muito contribuiu para revolucionar os hábitos da experimentação dos cafés de qualidade no Brasil.[carece de fontes?]
Tão apaixonado encontrava-se Villas Bôas com a questão do café no Brasil que iniciou a busca por parceiros no financiamento de um filme épico sobre a aventura de Palheta ao contrabandear o café da Guiana Francesa ao Brasil. Realizou o roteiro e o "script", mas não teve sucesso no financiamento, tendo levado para o túmulo esse seu sonho, o qual, diga-se de passagem, ainda inédito na cinematografia nacional ou estrangeira. Mas essa já é outra história.